# Слепое пятно
Слепо́е пятно́ (оптический диск, лат. punctum caecum) — имеющаяся в каждом глазу здорового человека (и всех зрячих хордовых животных) область на сетчатке, которая не чувствительна к свету. Нервные волокна от рецепторов к слепому пятну идут поверх сетчатки и собираются в зрительный нерв, который проходит сквозь сетчатку на другую её сторону и потому в этом месте отсутствуют светочувствительные рецепторы.
Слепые пятна в каждом из двух глаз находятся в разных местах (симметрично), поэтому при нормальном использовании обоих глаз их влияние незаметно; кроме того, мозг корректирует воспринимаемое изображение, потому для обнаружения слепого пятна необходимы специальные приёмы. Со стороны носа, а следовательно, вне оптической оси глаза, к area centralis примыкает зрительный диск, где собираются зрительные нервные волокна, образующие зрительный нерв. Эта область лишена фоторецепторов, нечувствительна к свету, поэтому в этой области сетчатки мы ничего не видим. Несмотря на то, что область расположена к носу от центральной зоны сетчатки, видит её человек с височной стороны (так как видит перевёрнутое изображение), эта область и именуется слепым пятном.

## История
Слепое пятно открыл Эдм Мариотт в 1668 году. Король Франции Людовик XIV развлекался со слепым пятном, наблюдая своих подданных, как будто у них не было голов.
Слепое пятно увеличивается при заболеваниях зрительного нерва, прогрессировании глаукомы.
Размеры слепого пятна имеют значение для безопасности дорожного движения (при значительном снижении зрения на одном глазе).

## Обнаружение слепого пятна
Чтобы наблюдать у себя слепое пятно, закройте правый глаз и левым глазом посмотрите на правый крестик, который обведён кружочком. Держите лицо и монитор вертикально. Не сводя взгляда с правого крестика, приближайте (или отдаляйте) лицо от монитора и одновременно следите за левым крестиком (не переводя на него взгляд). В определённый момент (на определенном, индивидуальном расстоянии лица от монитора) он исчезнет. Аналогичный опыт можно провести и с правым глазом.
Этим способом можно также оценить приблизительный угловой размер слепого пятна.
Точное расположение и размеры слепого пятна глаза определяются по его проекции при периметрии поля зрения глаза и при ретиноскопии.

## Рациональность
Эта особенность строения сетчатки хордовых часто упоминается в спорах об эволюции как пример нерационального дизайна, часто в сравнении с сетчаткой головоногих, у которых слепого пятна нет. Этот аргумент, однако, игнорирует все остальные, связанные с наличием слепого пятна, существенные отличия строения сетчатки хордовых от сетчатки головоногих рабдомерного типа. В сетчатке человека, как и прочих хордовых, в отличие от рабдомерной сетчатки моллюсков, светочувствительные клетки по необходимости направлены наружным сегментом в сторону пигментного эпителия сетчатки, который осуществляет утилизацию отработавшего пигмента, питание и охлаждение фоточувствительного слоя. По этой причине нервные клетки и отходящие к мозгу аксоны расположены в сетчатке хордовых на поверхности сетчатки. Такое устройство сетчатки обеспечивает более плотную упаковку светочувствительных элементов и потенциально более высокое разрешение. Рабдомерное устройство имеет свои преимущества, например, способность воспринимать поляризацию света. Акцентирование внимания только на одной детали, без попытки найти ей рациональное объяснение в более широком контексте строения глаза как целого и условий его функционирования у конкретного организма, делает аргумент о «нерациональности» скорее эмоциональным, чем научным.